# Apatania tenuispina
Apatania tenuispina är en nattsländeart som beskrevs av Schmid 1963. Apatania tenuispina ingår i släktet Apatania och familjen Apataniidae. Inga underarter finns listade i Catalogue of Life.